# Beware of Dog
Beware of Dog è il primo album in studio del rapper statunitense Lil' Bow Wow, pubblicato nel 2000. All'album ha collaborato tra gli altri Bryan-Michael Cox come autore.

## Tracce
1. Intro – 0:21
2. The Future (feat. R.O.C.) – 2:36
3. Bounce with Me (feat. Xscape) – 2:56
4. Puppy Love (feat. Jagged Edge) – 3:29
5. You Know Me (feat. Jermaine Dupri & Da Brat) – 3:08
6. The Dog in Me (feat. Dupri) – 3:22 (Cox, Dupri)
7. Bow Wow (That's My Name) (feat. Snoop Dogg) – 3:44
8. This Playboy (feat. R.O.C., Dupri & Big Duke) – 3:37
9. Ghetto Girls – 3:15
10. You Already Know – 3:18
11. Bounce with Me (feat. Xscape) (Extended LP Mix) – 4:43

## Classifiche
| Classifica (2000) | Posizione raggiunta |
| ----------------- | ------------------- |
| Stati Uniti       | 8                   |